# Środkowoeuropejskie Porozumienie o Wolnym Handlu
Środkowoeuropejskie Porozumienie o Wolnym Handlu, w skrócie CEFTA (Central European Free Trade Agreement) – porozumienie podpisane 21 grudnia 1992 r. w Krakowie. Sygnatariuszami porozumienia były pierwotnie trzy kraje: Czechosłowacja, Polska i Węgry.

## Geneza
Przyczyną powstania CEFTY był drastyczny spadek wymiany handlowej między krajami Europy Środkowej po transformacji politycznej przełomu lat 1989/1990 i rozwiązaniu RWPG. W 1993 roku eksport Polski do państw CEFTA był mniejszy o 41% w porównaniu z 1988 r. zaś import o 36%, podobna sytuacja powstała w pozostałych krajach. Kolejną przyczyną powstania CEFTA był nacisk Unii Europejskiej, która nie chciała dopuścić do wzajemnej dyskryminacji towarów z państw porozumienia, które równocześnie zgłosiły swój akces do UE. Nie bez znaczenia była również chęć zawiązania silniejszej współpracy politycznej, czego przejawem było powstanie tzw. Trójkąta Wyszehradzkiego – nieformalnych spotkań szefów rządów i państw Czechosłowacji (po rozpadzie z 1 stycznia 1993 roku – Czech i Słowacji), Polski oraz Węgier.
Celem porozumienia było zniesienie ceł w handlu między krajami członkowskimi. Towary podzielono na kilka grup, w ramach których cła były stopniowo znoszone. Towary zaszeregowano do grup kierując się „wrażliwością” na konkurencję na rynkach państw członkowskich.

## Struktura organizacji
CEFTA nie posiada rozbudowanych struktur. Jej jedynym organem jest Komitet Współpracy, w którego skład wchodzą ministrowie zajmujący się handlem zagranicznym lub dziedzinami będącymi w danej chwili przedmiotem obrad. Poza tym, szefowie państw należących do CEFTA spotykają się raz w roku.

## Państwa członkowskie
Skład organizacji zmieniał się kilka razy. Państwa należące do CEFTA, po przystąpieniu do Unii Europejskiej, przestawały być stronami układu.

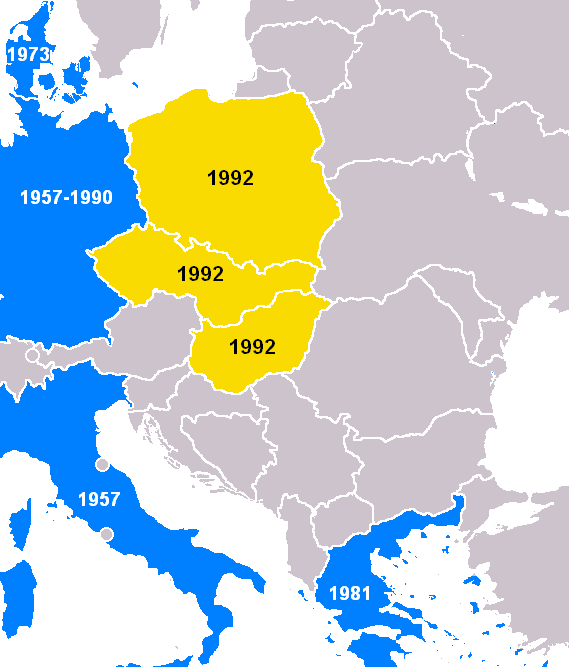
CEFTA 1992
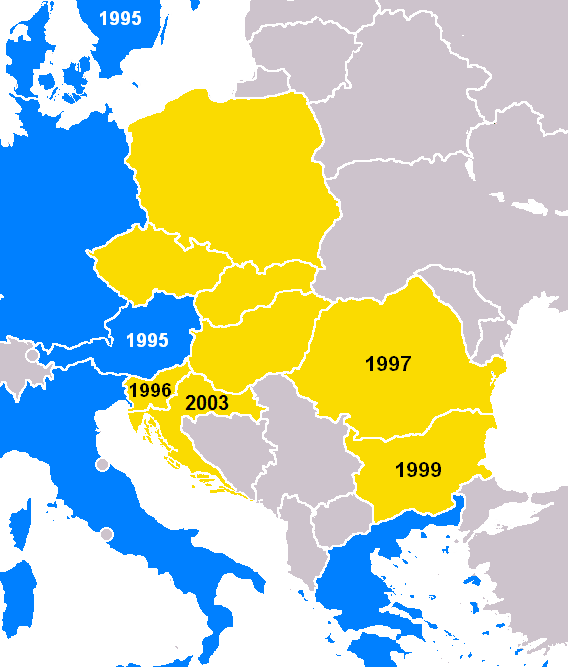
CEFTA 2003
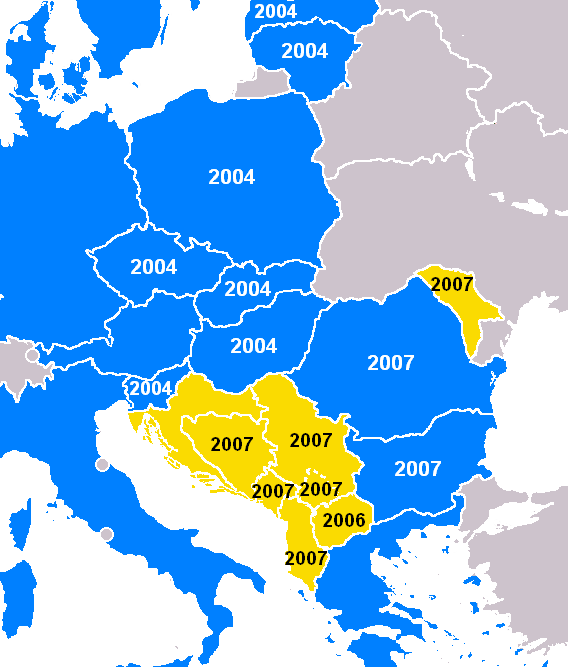
CEFTA 2007
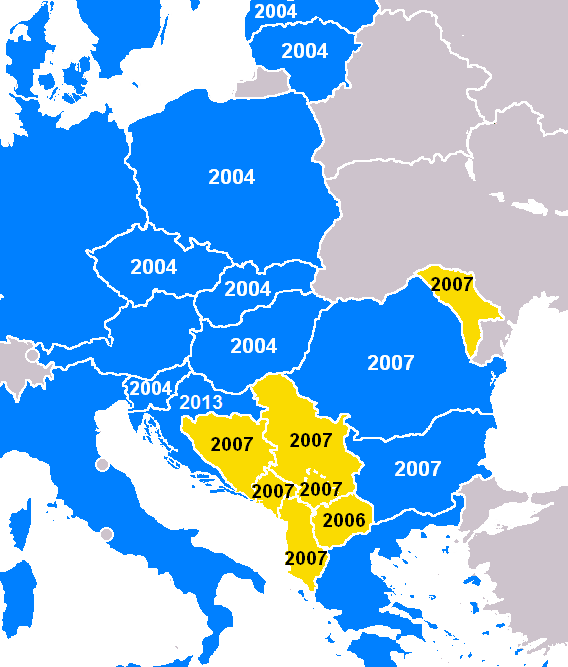
CEFTA 2013

| Członkowie porozumienia | Członkowie porozumienia | Wejście | Wyjście |
| ----------------------- | ----------------------- | ------- | ------- |
| Polska                  | Polska                  | 1992    | 2004    |
| Węgry                   | Węgry                   | 1992    | 2004    |
| Czechosłowacja          | Czechy                  | 1992    | 2004    |
| Czechosłowacja          | Słowacja                | 1992    | 2004    |
| Słowenia                | Słowenia                | 1996    | 2004    |
| Rumunia                 | Rumunia                 | 1997    | 2007    |
| Bułgaria                | Bułgaria                | 1999    | 2007    |
| Chorwacja               | Chorwacja               | 2003    | 2013    |
| Macedonia Północna      | Macedonia Północna      | 2006    | –       |
| Albania                 | Albania                 | 2007    | –       |
| Bośnia i Hercegowina    | Bośnia i Hercegowina    | 2007    | –       |
| Mołdawia                | Mołdawia                | 2007    | –       |
| Serbia                  | Serbia                  | 2007    | –       |
| Czarnogóra              | Czarnogóra              | 2007    | –       |
| UNMIK                   | UNMIK                   | 2007    | –       |

- CEFTA 1992
- CEFTA 2003
- CEFTA 2007
- CEFTA 2013